# Quilamas - ZEPA
Quilamas - ZEPA este o arie protejată (arie de protecție specială avifaunistică — SPA) din Spania întinsă pe o suprafață de 10.228,47 ha, integral pe uscat.

## Localizare
Centrul sitului Quilamas - ZEPA este situat la coordonatele 40°33′44″N 5°59′28″W / 40.5621°N 5.9912°V.

## Înființare
Situl Quilamas - ZEPA a fost declarat arie de protecție specială avifaunistică în octombrie 2000 pentru a proteja 92 de specii de animale.

## Biodiversitate
Situată în ecoregiunea mediteraneană, aria protejată nu include niciun habitat protejat.
La baza desemnării sitului se află mai multe specii protejate de  păsări (92): uliu porumbar (Accipiter gentilis), uliu păsărar (Accipiter nisus), vulturul negru (Aegypius monachus), pescăruș albastru (Alcedo atthis), fâsă-de-câmp (Anthus campestris), fâsă de luncă (Anthus pratensis), fâsă de pădure (Anthus trivialis), lăstunul mare (Apus apus), acvilă de munte (Aquila chrysaetos), buha (Bubo bubo), șorecarul comun (Buteo buteo), ciocârlie-cu-degete-scurte (Calandrella brachydactyla), caprimulg (Caprimulgus europaeus), cânepar (Carduelis cannabina), sticlete (Carduelis carduelis), scatiu (Carduelis spinus), florinte (Chloris chloris), barză albă (Ciconia ciconia), barză neagră (Ciconia nigra), mierla de apă (Cinclus cinclus), șerpar (Circaetus gallicus), erete cenușiu (Circus pygargus), Clamator glandarius, botgros (Coccothraustes coccothraustes), porumbel gulerat (Columba palumbus), dumbrăveancă (Coracias garrulus), prepeliță (Coturnix coturnix), cuc (Cuculus canorus), lăstun de casă (Delichon urbica), Elanus caeruleus, presură de grădină (Emberiza hortulana), măcăleandru (Erithacus rubecula), șoim călător (Falco peregrinus), șoimul rândunelelor (Falco subbuteo), vânturel roșu (Falco tinnunculus), muscar negru (Ficedula hypoleuca), cinteză (Fringilla coelebs), Fringilla montifringilla, Galerida theklae, vulturul pleșuv sur (Gyps fulvus), Hieraaetus fasciatus, acvilă pitică (Hieraaetus pennatus), Hippolais polyglotta, rândunică roșcată (Hirundo daurica), rândunică (Hirundo rustica), sfrâncioc cu cap roșu (Lanius senator), ciocârlie de pădure (Lullula arborea), privighetoare (Luscinia megarhynchos), prigoare (Merops apiaster), gaia neagră (Milvus migrans), gaia roșie (Milvus milvus), mierlă de piatră (Monticola saxatilis), mierlă albastră (Monticola solitarius), codobatură galbenă (Motacilla alba), codobatură de munte (Motacilla cinerea), muscar sur (Muscicapa striata), vultur egiptean (Neophron percnopterus), pietrar mediteranean (Oenanthe hispanica), Oenanthe leucura, pietrar sur (Oenanthe oenanthe), grangur (Oriolus oriolus), ciuf-pitic (Otus scops), Parus caeruleus, pițigoi mare (Parus major), viespar (Pernis apivorus), codroș de munte (Phoenicurus ochruros), codroșul de pădure (Phoenicurus phoenicurus), pitulice de munte (Phylloscopus bonelli), pitulice de munte (Phylloscopus collybita), Phylloscopus ibericus, pitulice-fluierătoare (Phylloscopus trochilus), Ptyonoprogne rupestris, Pyrrhocorax pyrrhocorax, aușel sprâncenat (Regulus ignicapilla), mărăcinar negru (Saxicola torquatus), sitar de pădure (Scolopax rusticola), cănăraș (Serinus serinus), turturică (Streptopelia turtur), graur (Sturnus vulgaris), silvie cu cap negru (Sylvia atricapilla), silvie de zăvoi (Sylvia borin), silvie roșcată (Sylvia cantillans), silvie de câmp (Sylvia communis), silvie de tufiș (Sylvia undata), Tachymarptis melba, sturzul viilor (Turdus iliacus), mierlă (Turdus merula), sturz-cântător (Turdus philomelos), sturz (Turdus pilaris), sturzul de vâsc (Turdus viscivorus), strigă (Tyto alba), pupăză (Upupa epops).